# Billing (släkt)
Billing är en släkt som härstammar från den skånske kontraktsprosten Johan Hansson (1602-1669), kyrkoherde i Billinge och Röstånga.

## Släktmedlemmar
- Lars Theodor Billing (1817-1892), målare
- Gottfrid Billing (1841-1925), biskop
- Einar Billing (1871-1939), biskop (den föregåendes son)
- Herman Billing (1849-1917), justitieråd